# Alta fidelidad (película)
Alta fidelidad es una película del año 2000 dirigida por Stephen Frears, en la que participan John Cusack, Iben Hjejle, Jack Black, Todd Louiso, Tim Robbins, Lisa Bonet, Catherine Zeta-Jones, Joan Cusack, Joelle Carter y Lili Taylor. Está basada en la novela homónima publicada en 1995 por Nick Hornby. Fue nominada al mejor guion adaptado en los Premios BAFTA y por el sindicato de guionistas además John Cusack fue nominado en los Globos de oro al mejor actor en comedia y musical.

## Argumento
El argumento de la película es realmente fiel al libro,[cita requerida] apareciendo tan sólo dos diferencias entre el guion cinematográfico y el texto literario:
- En el libro, la acción transcurre en Londres. En cambio, el filme sitúa la acción en Chicago.
- John Cusack interpreta a Rob Gordon, que en la novela se hace llamar Rob Fleming.

Rob Gordon es un treintañero melómano con un pobre entendimiento de las mujeres. Además, es dueño de una tienda poco exitosa de discos de vinilo, Championship Vinile, donde trabaja con sus ayudantes, Dick (Louiso) y Barry (Black), dos frikis musicales, que al igual que Rob, viven por y para la música.
La película comienza cuando su novia Laura (Hjejle) abandona a Rob. Esto hace que Rob recapacite sobre sus cinco rupturas sentimentales más dolorosas, Rob y su grupo de amigos tiene una extraña adicción a evaluarlo todo a través de listas de 5 elementos o Top 5, y relata de manera desenfadada, en una conversación directa y cara a cara con el espectador, la relación con las mujeres que ha tenido en los diferentes momentos de su vida, a través de su larga colección de discos de vinilo.
La necesidad de esa evaluación de todas sus experiencias amorosas lleva a Rob a reencontrarse con la mayoría de sus exnovias ("las 5 principales, las que me hicieron daño de verdad"), para conseguir que ellas le expliquen el por qué de sus rupturas, el por qué de su inutilidad como novio, y así él pueda usar esos nuevos conocimientos para reconquistar el amor de Laura.
Aunque Alta fidelidad nos narre la peculiar vida de Rob Gordon, es la música la que guía los movimientos de todos y cada uno de los personajes, ya sea a través de colecciones de discos, de la tienda musical que regenta Gordon, o de las brillantes conversaciones entre la divertida pareja Jack Black-Todd Louiso, que como las grandes parejas de cómicos de la historia, son personalidades antagónicas que se unen por el caprichoso azar y que tienen los mejores momentos de la película.

## Reparto
- John Cusack - Rob Gordon
- Iben Hjejle - Laura
- Todd Louiso - Dick
- Jack Black - Barry
- Lisa Bonet - Marie DeSalle
- Catherine Zeta-Jones - Charlie Nicholson
- Joan Cusack - Liz
- Tim Robbins - Ian "Ray" Raymond
- Lili Taylor - Sarah Kendrew
- Natasha Gregson Wagner - Caroline
- Bruce Springsteen - Bruce Springsteen (cameo)
- Ian Williams como cliente de la tienda (cameo)

## Banda sonora
| Canción                                              | Interpretada por                            |
| ---------------------------------------------------- | ------------------------------------------- |
| "You're Gonna Miss Me"                               | 13th Floor Elevators                        |
| "I Want Candy"                                       | Bow Wow Wow                                 |
| "Crocodile Rock"                                     | Elton John                                  |
| "Crimson and Clover"                                 | Joan Jett & The Blackhearts                 |
| "Seymour Stein"                                      | Belle & Sebastian                           |
| "Jacob's Ladder"                                     | Rush                                        |
| "Walking on Sunshine"                                | Katrina & The Waves                         |
| "Baby Got Going"                                     | Liz Phair                                   |
| "Little Did I Know"                                  | Brother JT3                                 |
| "I'm Wrong About Everything"                         | John Wesley Harding                         |
| "I Can't Stand the Rain"                             | Ann Pebbles                                 |
| "The River"                                          | Bruce Springsteen                           |
| "Baby I Love Your Way"                               | "Marie DeSalle" - Lisa Bonet                |
| "Jesus Doesn't Want Me For a Sunbeam"                | The Vaselines                               |
| "Cold Blooded Old Times"                             | Smog                                        |
| "On Hold"                                            | Edith Frost                                 |
| "Hyena 1"                                            | Goldie                                      |
| "I'm Gonna Love You Just a Little More, Babe"        | Barry White                                 |
| "Always See Your Face"                               | Love                                        |
| "Soaring & Boring"                                   | Plush                                       |
| "Leave Home"                                         | The Chemical Brothers                       |
| "Four to the Floor"                                  | John Etkin-Bell                             |
| "Loopfest"                                           | Tony Bricheno & Jan Cryka                   |
| "Who Loves the Sun"                                  | The Velvet Underground                      |
| "Robbin's Nest"                                      | Illinois Jacquet                            |
| "Rock Steady"                                        | Aretha Franklin                             |
| "Suspect Device"                                     | Stiff Little Fingers                        |
| "Dry the Rain"                                       | The Beta Band                               |
| "We Are the Champions"                               | Queen                                       |
| "I'm Glad You're Mine"                               | Al Green                                    |
| "Your Friend & Mine"                                 | Love                                        |
| "Shipbuilding"                                       | Elvis Costello                              |
| "Tonight I'll Be Staying Here With You"              | Bob Dylan                                   |
| "Get It Together"                                    | Grand Funk Railroad                         |
| "Fallen For You"                                     | Sheila Nicholls                             |
| "Oh! Sweet Nuthin'"                                  | The Velvet Underground                      |
| "This India"                                         | Harbhajhn Singh & Navinder Pal Singh        |
| "Tread Water"                                        | De La Soul                                  |
| "The Moonbeam Song"                                  | Harry Nilsson                               |
| "Juice (Know the Ledge)"                             | Eric B. & Rakim                             |
| "Doing It Anyway"                                    | Apartment 26                                |
| "What's On Your Mind"                                | Eric B. & Rakim                             |
| "Good & Strong"                                      | Sy Smith                                    |
| "Mendocino"                                          | Sir Douglas Quintet                         |
| "The Inside Game"                                    | Royal Trux                                  |
| "The Night Chicago Died"                             | Paper Lace                                  |
| "Chapel of Rest"                                     | Dick Walter                                 |
| "Most of the Time"                                   | Bob Dylan                                   |
| "I Get the Sweetest Feeling'                         | Jackie Wilson                               |
| "Lo Boob Oscillator"                                 | Stereolab                                   |
| "The Anti-Circle"                                    | The Roots                                   |
| "Everybody's Gonna Be Happy"                         | The Kinks                                   |
| "Homespin Rerun"                                     | High Llamas                                 |
| "Hit the Street"                                     | Rupert Gregson-Williams                     |
| "Let's Get It On"                                    | "Barry Jive & The Uptown Five" - Jack Black |
| "I Believe (When I Fall In Love It Will Be Forever)" | Stevie Wonder                               |
| "My Little Red Book"                                 | Love                                        |

## Críticas
Después de verla, el propio escritor de la novela Nick Hornby se mostró satisfecho con el rendimiento de John Cusack como Rob Gordon (Rob Fleming en el libro), del que dijo: "A veces, parece ser una película en la que Cusack lee mi libro". La película recibió críticas positivas desde su estreno. De este modo, Metacritic dio a la película una puntuación de 79 sobre 100, basado en los comentarios de los críticos, indicando "críticas generalmente favorables". Críticos como Carlos Boyero no dudan en alabar tanto la novela como la película, así otros como Torreiro la califican de "chispeante comedia llena de momentos felices, con actores de primera y una portentosa banda sonora".[cita requerida]
La revista Empire situó a Alta fidelidad en el puesto 446 de la lista de las 500 mejores películas de todos los tiempos. Así, el portal cinematográfico Rotten Tomatoes la clasificó en el puesto 14 de las 25 Mejores Comedias románticas. En su edición de junio de 2010, la revista Chicago la nombró mejor película de la lista de las 40 mejores películas jamás rodadas en Chicago. Por su parte, la cantante y compositora Regina Spektor afirma que escribió su canción "Fidelity" mientras veía la película.